# Droga krajowa nr 201 (Kostaryka)
Droga krajowa nr 201 (hiszp. Ruta Nacional Secundaria 201/Ruta 201) – jedna z dróg krajowych w Kostaryce. Znajduje się ona w prowincji San José.

## Opis
W prowincji San José droga krajowa nr 201 przebiega przez kanton Goicoechea (przez dystrykty Guadalupe i Calle Blancos), oraz przez kanton Montes de Oca (przez dystrykt Mercedes).